# Goneplacidae
Famille
Les Goneplacidae sont une famille de crabes. Elle comprend 73 espèces actuelles et 26 fossiles dans 22 genres dont quatre fossiles.

## Liste des genres
Bathyplacinae Števčić, 2005
- Bathyplax A. Milne-Edwards, 1880

Goneplacinae MacLeay, 1838
- Carcinoplax H. Milne Edwards, 1852
- Entricoplax Castro, 2007
- Exopheticus Castro, 2007
- Goneplacoides Castro, 2007
- Goneplax Leach, 1814
- Hadroplax Castro, 2007
- Menoplax Castro, 2007
- Microgoneplax Castro, 2007
- Neogoneplax Castro, 2007
- Neommatocarcinus Takeda & Miyake, 1969
- Notonyx A. Milne-Edwards, 1873
- Ommatocarcinus White, 1852
- Paragoneplax Castro, 2007
- Psopheticus Wood-Mason, 1892
- Pycnoplax Castro, 2007
- Singhaplax Serène & Soh, 1976
- Thyraplax Castro, 2007
- †Amydrocarcinus Schweitzer, Feldmann, Gonzáles-Barba & Vega, 2002
- †Icriocarcinus Bishop, 1988
- †Kowaicarcinus Feldmann, Schweitzer, Maxwell & Kelley, 2008
- †Magyarcarcinus Schweitzer & Karasawa, 2004

## Référence
- Macleay, 1838 : On the brachyurous decapod Crustacea brought from the Cape by Dr. Smith. Illustrations of the Annulosa of South Africa; being a portion of the objects of natural history chiefly collected during an expedition into the interior of South Africa, under the direction of Dr. Andrew Smith, in the years 1834, 1835. and 1836; fitted out by “The Cape of Good Hope Association for Exploring Central Africa”. p. 53–71.

## Sources
- Ng, Guinot & Davie, 2008 : Systema Brachyurorum: Part I. An annotated checklist of extant brachyuran crabs of the world. Raffles Bulletin of Zoology Supplement, n. 17 p. 1–286.
- De Grave & al., 2009 : A Classification of Living and Fossil Genera of Decapod Crustaceans. Raffles Bulletin of Zoology Supplement, n. 21, p. 1-109.